# Ołeksandr Czerkawski
Ołeksandr Czerkawski (Aleksandr Czerkawski), ukr. Олександр Черкавський – Ołeksandr Czerkawśkyj (ur. 10 grudnia 1886, zm. 13 marca 1932 w Jaworowie) – ukraiński działacz polityczny, adwokat, członek Centralnego Komitetu UNDO, senator II kadencji, wybrany w województwie stanisławowskim.